# Grenze zwischen Italien und Vatikanstadt

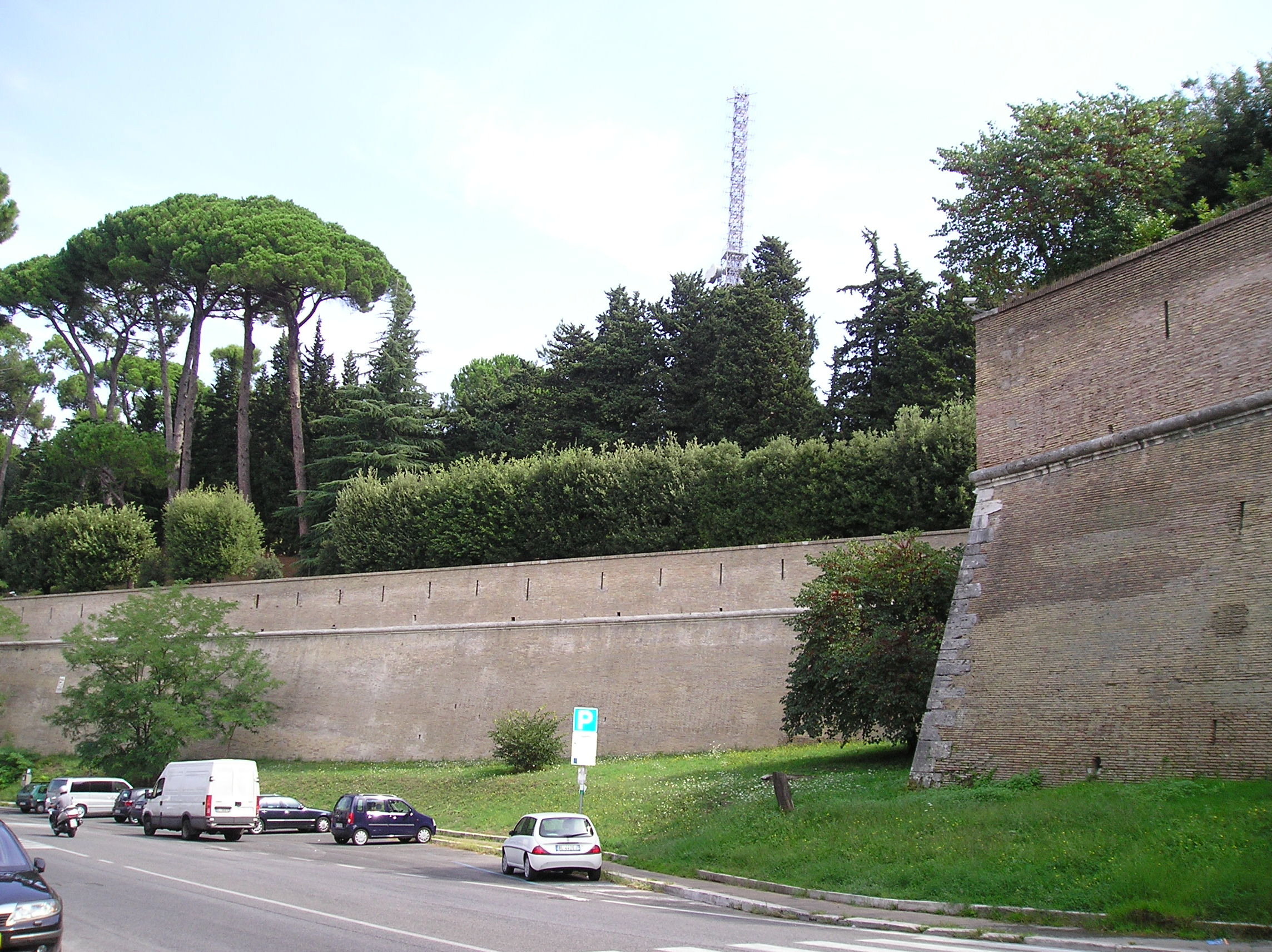
Die Leoninische Mauer

Die Grenze zwischen der Italienischen Republik und dem Staat Vatikanstadt liegt innerhalb der italienischen Hauptstadt Rom und ist 3,2 km lang. Sie folgt größtenteils der Leoninischen Mauer und schließt den Petersplatz, jedoch nicht den römischen Stadtteil Borgo ein. Die Grenze ist eine EU-Außengrenze, jedoch gehört die Vatikanstadt zum italienischen Zollgebiet und Zollkontrollen finden nicht statt.

## Geschichte

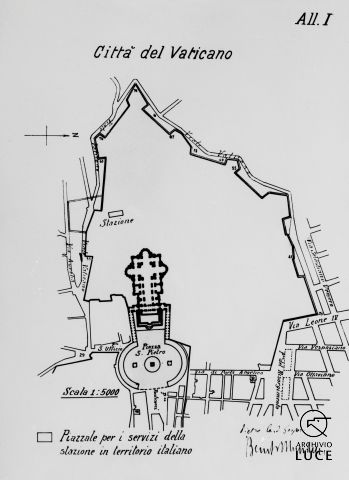
Plan Anhang I der Lateranverträge

Die Entstehung der Staatsgrenze zwischen Italien und dem Staat Vatikanstadt ist durch die Beilegung des Konflikts (Römische Frage) zu erklären, der zwischen der römisch-katholischen Kirche (Heiliger Stuhl) und dem Königreich Italien (1861–1946) bestand und durch die am 11. Februar 1929 geschlossenen Lateranverträge beendet wurde. Damit wurde als Kompensation für die im Jahr 1870 erfolgte Annexion des päpstlichen Kirchenstaats das Staatswesen des Staats Vatikanstadt mit einer Fläche von 0,44 km² geschaffen.
Artikel 3 der Lateranverträge legte fest: „I confini di detta Città [del Vaticano] sono indicati nella Pianta che costituisce l’Allegato I° del presente Trattato, del quale forma parte integrante.“ (Die Grenzen dieser Stadt (Vatikanstadt) sind auf dem Plan bezeichnet, der den Anhang I dieses Vertrags bildet, dessen integraler Bestandteil er ist.)

## Verlauf

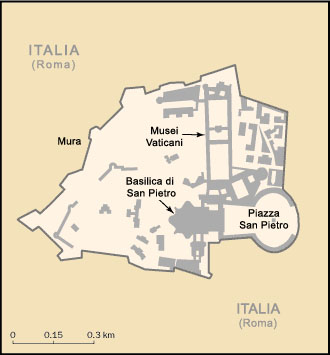
Plan der Vatikanstadt

Ricciolo d’Italia (rot)

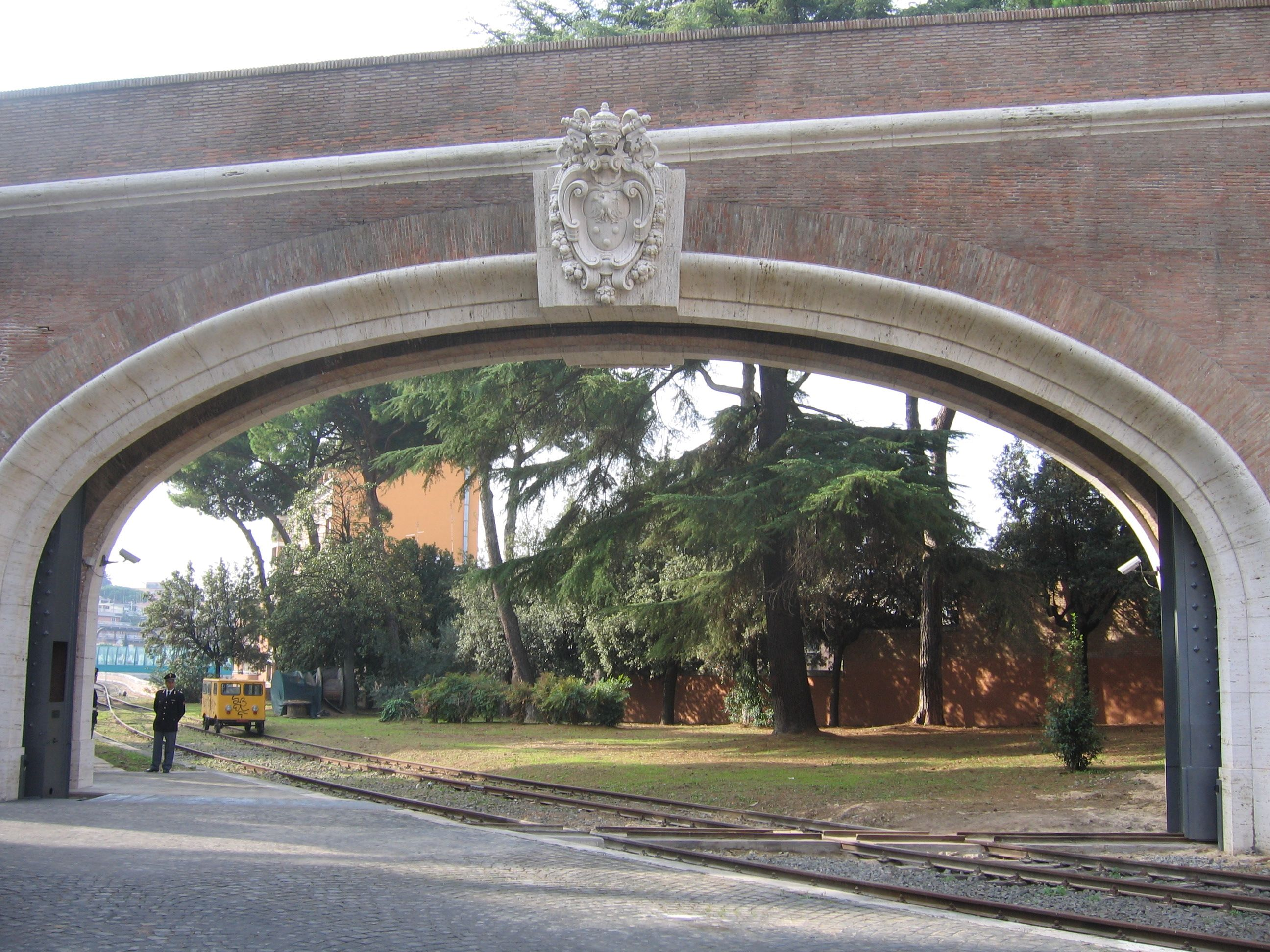
Eisenbahntor in der Leoninischen Mauer

Die Grenzlinie umgibt als geschlossener unregelmäßiger Ring das Staatsgebiet der Vatikanstadt und trennt es von dem es allseits umgebenden italienischen Staatsgebiet (Stadt Rom). Dabei steht der Petersplatz, dessen Kolonnaden die Staatsgrenze markieren, unter dem Polizeiregime der Italienischen Republik. Als Besonderheit verläuft der Ricciolo d’Italia als maximal 3 m breiter, zum italienischen Staatsgebiet gehörender Geländestreifen (rund 105 m²) am äußeren Rand der nördlichen Kolonnade entlang. Anschließend folgt die Grenze nach Norden dem Westrand der Via di Porta Angelica, biegt an der Piazza del Risorgimento nach Nordwesten ab und folgt der Via Leone IV bis zur Einmündung des Viale Vaticano. Von hier an folgt sie der Leoninischen Mauer rund um die Vatikanischen Gärten, zu der auf italienischem Gebiet der Viale Vaticano parallel verläuft. Dabei wird im Süden ein Durchlass für die Eisenbahn zum Bahnhof Città del Vaticano gebildet. Knapp nördlich der Via Aurelia wendet sich die Grenze nach Norden und an der Via Tunica nach Osten (der Bereich im Zwickel beim Campo Santo Teutonico und der Audienzhalle Pauls VI. ist exterritoriales italienisches Staatsgebiet), sie folgt dann der südlichen Petersplatzkolonnade und führt in einem mit einer weißen Linie markierten Bogen zur nördlichen Kolonnade.

## Grenzübergänge
Die Grenze zum Petersplatz kann von Fußgängern frei passiert werden. Vom Petersplatz gelangt man in den Petersdom. Für die Besucher der Vatikanischen Museen und der Vatikanischen Gärten ist der Zugang zu diesen von besonderem Interesse. Der Zugang an der Via di Belvedere (Porta Sant’Anna) ist nicht allgemein benutzbar.